# Eveleth
Eveleth är en ort i Saint Louis County i Minnesota. Enligt 2020 års folkräkning hade Eveleth 3 493 invånare. I Eveleth finns United States Hockey Hall of Fame.
I Eveleth finns världens störtas hockeyklubba, ca 32 meter lång 

## Kända personer från Eveleth
- Nick Begich, politiker
- Frank Brimsek, ishockeymålvakt
- Andre Gambucci, ishockeyspelare
- Willard Ikola, ishockeymålvakt
- John Matchefts, ishockeyspelare
- John Mayasich, ishockeyspelare
- Mark Pavelich, ishockeyspelare

## Galleri

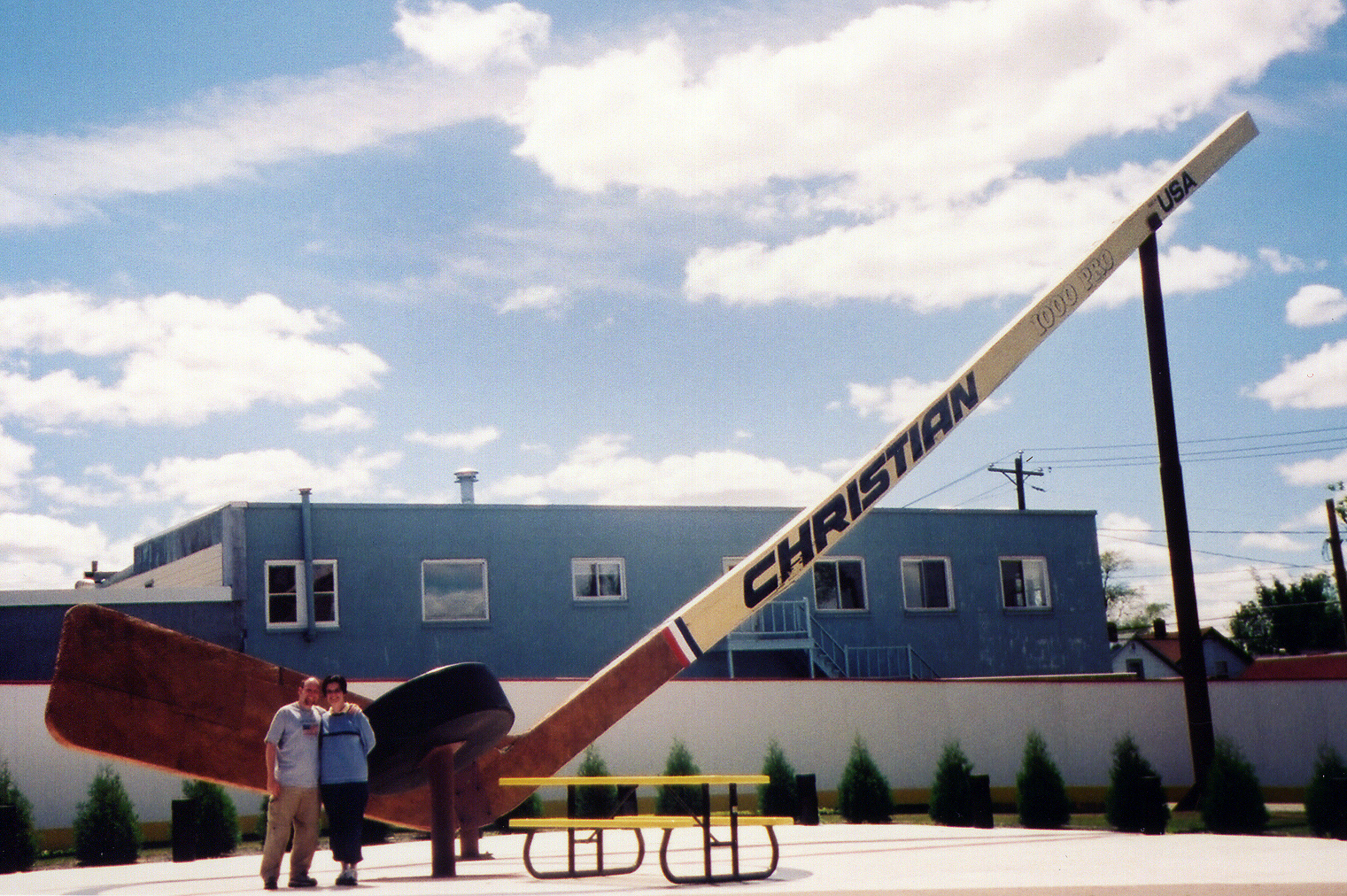
Världens största ishockeyklubba, ca 32 meter lång.
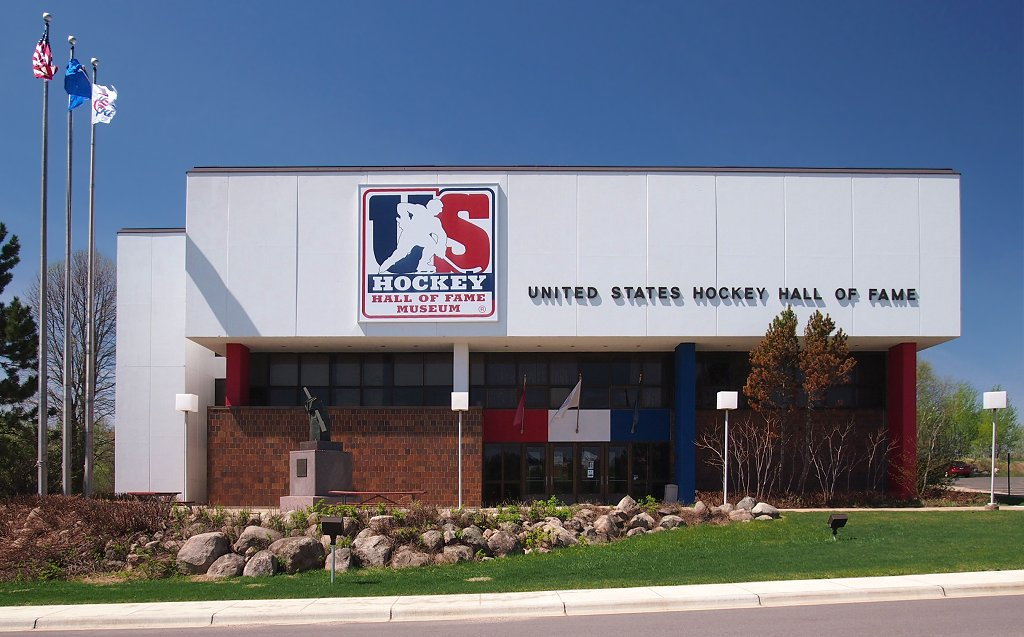
United States Hockey Hall of Fame.